# Dear Boys
Dear Boys (ディア ボーイズ Dia Bōizu?, lit. Queridos muchachos) es un manga de deportes creado por Hiroki Yagami, publicado por Kōdansha en la revista Gekkan Shōnen Magazine. La historia se refiere a los progresos del equipo de baloncesto de la Escuela Secundaria Mizuho, quienes sus integrantes no habían jugado básquet durante un año debido a un problema con el entrenador anterior. También, se ocupa en gran medida de la relación entre los jugadores del equipo, sobre todo los dos personajes principales Kazuhiko Aikawa y Takumi Fujiwara.
El manga fue adaptado a anime en 2003 dirigido por Susumu Kudo, y transmitido por TV Tokyo. Fue transmitida en Latinoamérica por Animax.

## Argumento
En la escuela secundaria Mizuho, el equipo de baloncesto está en problemas, ya que no hay suficientes jugadores para jugar baloncesto, sólo eran 4. Además, el entrenador los ha dejado después de un conflicto con Fujiwara. Sin embargo, la llegada de Kazuhiko Aikawa logra influir en los otro 4 miembros para completar el equipo y comenzar a jugar.
A pesar de que sólo son cinco, logran obtener la ayuda de la entrenadora del equipo femenino para dirigirlos. En un primer momento, ella parece muy estricta, pero luego revela su apego a sus "Queridos muchachos". Juntos, hacen todo lo posible para hacer sus sueños realidad.

## Personajes
Véase también: Anexo:Personajes de Dear Boys
Kazuhiko Aikawa (哀川和彦?)
Seiyū: Kōhei Kiyasu
Aikawa, a menudo apodado por "Ai-chan o Kazu" era el capitán del equipo de básquet de Tendōji, una prestigiosa escuela que tenía como entrenador al propio hermano mayor de Kazuhiko. En Tendōji, Kazuhiko sentía que sólo jugaba por presión, y no por diversión, es por eso que decide ser transferido a Mizuho. En un principio, ninguno de los demás jugadores se ve entusiasmado por lo que Kazuhiko debe convencer a Takumi y los demás para jugar de nuevo. Mai Moritaka es la titular del equipo femenino de Mizuho a quien le gusta Kazuhiko.
Takumi Fujiwara (藤原拓弥?)
Seiyū: Masaya Matsukaze
Takumi es un estudiante de la escuela secundaria Mizuho que hace un tiempo atrás se vio involucrado en un incidente con el entrenador anterior por lo que la escuela no pudo jugar baloncesto por un año. Él es a menudo apodado como "Taku" y siempre siente que le trae problemas al equipo ya que en tiempos anteriores provocó que el equipo perdiera ya que tenía una lesión en la rodilla izquierda lo que le obligó a abandonar el partido. Después de que Kazuhiko llegara, Takumi se convierte en el capitán del equipo de Mizuho, el armador. La mejor amiga de Takumi es Mutsumi Akiyoshi, ambos se gustan aunque no lo demuestran mucho.
Kyōko Himuro (氷室恭子?)
Seiyū: Atsuko Tanaka
La profesora Himuro es la entrenadora de ambos equipos de básquet de Mizuho (masculino y femenino). En un principio se muestra bastante estricta con los chicos pero más tarde demuestra su cariño hacia los "Dear Boys". Ella y la hermana de Kazuhiko estuvieron juntas en el equipo de baloncesto en la universidad lo que influyó bastante para que él entrara a Mizuho. Durante toda la serie se muestra bastante defensora de los chicos ya que constantemente debe discutir contra el subdirector quien quiere eliminar el equipo de los hombres antes de que causen problemas como en el pasado.
Mutsumi Akiyoshi (秋吉夢津美?)
Seiyū: Miki Yoshino
Es la capitana del equipo de las mujeres de Mizuho. Es la persona más cercana a Takumi y ambos se gustan a pesar de que no lo demuestren. Es la mejor amiga de Mai.

## Manga
Creado por Hiroki Yagami, Dear Boys se publicó en la revista Gekkan Shōnen Magazine de la editorial Kodansha, entre 1989 y 1997. Consta de 23 tankōbon y tiene dos secuelas, una de ellas sin finalizar aún. Dear Boys: Act II fue nominado al premio Kōdansha al mejor manga en el año 2007, aunque no pudo obtener dicho reconocimiento.
Dear Boys
| Volumen | ISBN               | Fecha de publicación en Japón |
| ------- | ------------------ | ----------------------------- |
| 01      | ISBN 4-06-302288-9 | 16 de diciembre de 1989       |
| 02      | ISBN 4-06-302299-4 | 17 de abril de 1990           |
| 03      | ISBN 4-06-302307-9 | 17 de julio de 1990           |
| 04      | ISBN 4-06-302320-6 | 14 de diciembre de 1990       |
| 05      | ISBN 4-06-302329-X | 17 de abril de 1991           |
| 06      | ISBN 4-06-302338-9 | 8 de agosto de 1991           |
| 07      | ISBN 4-06-302349-4 | 13 de diciembre de 1991       |
| 08      | ISBN 4-06-302356-7 | 17 de marzo de 1992           |
| 09      | ISBN 4-06-302366-4 | 17 de julio de 1992           |
| 10      | ISBN 4-06-302373-7 | 17 de octubre de 1992         |
| 11      | ISBN 4-06-302385-0 | 17 de marzo de 1993           |
| 12      | ISBN 4-06-302397-4 | 17 de julio de 1993           |
| 13      | ISBN 4-06-302410-5 | 17 de noviembre de 1993       |
| 14      | ISBN 4-06-302421-0 | 17 de marzo de 1994           |
| 15      | ISBN 4-06-302438-5 | 15 de julio de 1994           |
| 16      | ISBN 4-06-302452-0 | 17 de noviembre de 1994       |
| 17      | ISBN 4-06-302466-0 | 16 de marzo de 1995           |
| 18      | ISBN 4-06-302480-6 | 17 de julio de 1995           |
| 19      | ISBN 4-06-302496-2 | 16 de noviembre de 1995       |
| 20      | ISBN 4-06-333510-0 | 16 de marzo de 1996           |
| 21      | ISBN 4-06-333525-9 | 17 de julio de 1996           |
| 22      | ISBN 4-06-333542-9 | 15 de noviembre de 1996       |
| 23      | ISBN 4-06-333560-7 | 17 de marzo de 1997           |

Dear Boys: Early Days
| Volumen | ISBN               | Fecha de publicación en Japón |
| ------- | ------------------ | ----------------------------- |
| 01      | ISBN 4-06-333586-0 | 12 de agosto de 1997          |

Dear Boys: Act II
| Volumen | ISBN               | Fecha de publicación en Japón |
| ------- | ------------------ | ----------------------------- |
| 01      | ISBN 4-06-333601-8 | 17 de noviembre de 1997       |
| 02      | ISBN 4-06-333624-7 | 15 de mayo de 1998            |
| 03      | ISBN 4-06-333642-5 | 17 de septiembre de 1998      |
| 04      | ISBN 4-06-333674-3 | 16 de abril de 1999           |
| 05      | ISBN 4-06-333691-3 | 17 de agosto de 1999          |
| 06      | ISBN 4-06-333716-2 | 16 de marzo de 2000           |
| 07      | ISBN 4-06-333730-8 | 17 de julio de 2000           |
| 08      | ISBN 4-06-333747-2 | 16 de noviembre de 2000       |
| 09      | ISBN 4-06-333766-9 | 17 de abril de 2001           |
| 10      | ISBN 4-06-333787-1 | 17 de septiembre de 2001      |
| 11      | ISBN 4-06-333816-9 | 15 de marzo de 2002           |
| 12      | ISBN 4-06-333835-5 | 17 de julio de 2002           |
| 13      | ISBN 4-06-333851-7 | 15 de noviembre de 2002       |
| 14      | ISBN 4-06-333881-9 | 16 de mayo de 2003            |
| 15      | ISBN 4-06-333899-1 | 17 de septiembre de 2003      |
| 16      | ISBN 4-06-333927-0 | 17 de marzo de 2004           |
| 17      | ISBN 4-06-333949-1 | 17 de agosto de 2004          |
| 18      | ISBN 4-06-370973-6 | 17 de febrero de 2005         |

## Anime
Véase también: Episodios de Dear Boys
Dirigida por Susumu Kudo y realizado por los estudios OB Planning se emitió en la red televisiva TV Tokyo, desde el 8 de abril de 2003; posteriormente se estrenó en la televisión por satélite por la cadena Animax para varias regiones asiáticas, en idioma inglés. Fue licenciada por Animax Latinoamérica y fue transmitida por primera vez en octubre de 2005.
Opening
- "Sound of Bounce"

Interpretado por: DA PUMP
Ending
- "Baller" (Ballerの章号 Baller no Shōgō?)

Interpretado por: F Chris